# Mercy (singel Duffy)
Mercy – drugi singel walijskiej piosenkarki Duffy z albumu Rockferry. Współtwórcą tej piosenki jest Steve Booker. Mercy wydany 11 lutego 2008.
Singel był nominowany do Nagrody Grammy w kategorii Best Female Pop Vocal Performance za rok 2009.

## Teledysk
- Do Mercy zostały zrobione dwa wideoklipy. Jeden jest w wersji europejskiej, a drugi amerykańskiej.

## Formaty i lista utworów
Digital download (Wydany 11 lutego 2008)
1. „Mercy” [Single Version]

UK CD single (1761794; Wydany 25 lutego 2008)
1. „Mercy” [Single Version]
2. „Tomorrow"

UK 7” vinyl single (1761782; Wydany 25 lutego 2008)
1. „Mercy” [Single Version]
2. „Save It for Your Prayers"

Australian oraz German CD single (1764278; Wydany 7 marca 2008)
1. „Mercy” [Single Version]
2. „Tomorrow”
3. „Oh Boy”
4. „Save It for Your Prayers”
5. „Mercy” wideoklip

Japanese CD single (UICP-5025; Wydany 20 sierpnia 2008)
1. „Mercy” [Single Version]
2. „Tomorrow"

## Certyfikaty i sprzedaż
Łączna sprzedaż singla wyniosła około 6 396 000 egzemplarzy.
| Państwa           | Certyfikat |
| ----------------- | ---------- |
| Australia         | Złoto      |
| Austria           | Złoto      |
| Belgia            | Złoto      |
| Dania             | 2x Platyna |
| Nowa Zelandia     | Złoto      |
| Szwajcaria        | Złoto      |
| Szwecja           | Złoto      |
| Wielka Brytania   | Platyna    |
| Stany Zjednoczone | Złoto      |
| Świat             | 3x Platyna |

## Notowania
| Notowanie (2008)               | Najwyższa pozycja |
| ------------------------------ | ----------------- |
| Australian Singles Chart       | 26                |
| Austrian Singles Chart         | 1                 |
| Argentina Top 40               | 24                |
| Belgian Flemish Singles Chart  | 3                 |
| Belgian Wallonie Singles Chart | 5                 |
| Brazil Hot 100 Singles Chart   | 16                |
| Canadian Airplay Chart         | 9                 |
| Canadian Hot 100               | 11                |
| Danish Singles Chart           | 2                 |
| Dutch Top 40                   | 1                 |
| Billboar Eurochart Hot 100     | 1                 |
| Finnish Singles Chart          | 3                 |
| French Singles Chart           | 2                 |
| German Singles Chart           | 1                 |
| Greek Singles Chart            | 1                 |
| Hungarian Airplay Chart        | 2                 |
| Irish Singles Chart            | 1                 |
| Italian Singles Chart          | 3                 |
| Japan Hot 100                  | 5                 |
| Luxembourg Singles Chart       | 6                 |
| México Top 100                 | 42                |
| New Zealand Singles Chart      | 4                 |
| Norwegian Singles Chart        | 1                 |
| Portuguese Singles Chart       | 3                 |
| Spain Los 40 Chart             | 1                 |
| Spanish Singles Chart          | 2                 |
| Swedish Singles Chart          | 3                 |
| Swiss Music Charts             | 1                 |
| Turkey Billboard Top 20 Chart  | 1                 |
| UK Singles Chart               | 1                 |
| Billboard Hot 100              | 27                |
| U.S. Billboard Pop 100         | 27                |
| Venezuelan Airplay Chart       | 1                 |